# Cymbocarpum erythraeum
Cymbocarpum erythraeum là một loài thực vật có hoa trong họ Hoa tán. Loài này được (DC.) Boiss. mô tả khoa học đầu tiên năm 1872.